# Paris Saint-Germain Esports
La section esport du Paris Saint-Germain ou PSG Esports est un club d'esport français fondé en 2016 et basé à Boulogne-Billancourt.
Le PSG Esports est actuellement engagé sur quatre jeux : EA Sports FC, League of Legends (en partenariat avec la formation taïwanaise Talon Esports), Dota 2 (avec l'équipe qatarie Quest Esports) et Arena of Valor. Le club fut également présent par le passé sur Rocket League, FIFA Online, Rainbow Six Siege, Fortnite et sur les jeux mobiles Mobile Legends et Brawl Stars.
Parmi les résultats notables du club figurent, sur Dota 2, deux secondes places à The International 2018 et 2021, considéré comme un des plus grands tournois d'esport, ainsi que trois victoires en Major sur le même jeu, deux victoires en DreamHack sur Rocket League, un titre de champion du monde de Brawl Stars et plusieurs titres sur FIFA dont la double victoire de DaXe à l'ESWC 2016 et 2017.

## Historique
Le 20 octobre 2016, Nasser Al-Khelaïfi annonce le lancement d'une section esport au sein du PSG, en association avec le groupe Webedia. Cette section est dirigée par l'ancien joueur professionnel de League of Legends Bora « Yellowstar » Kim, chargé de créer une équipe League of Legends et de l'amener en première division européenne. La structure dispose à sa création d'un budget de plusieurs millions d'euros,,. Durant ses premiers mois d'existence dans l'esport, le PSG fait le choix d'une forte présence en Europe sur trois jeux phares FIFA, League of Legends et Rocket League.
Depuis 2018, le club de la capitale a opté pour une stratégie visant à renforcer sa présence en Asie, où l'esport est plébiscité. Il a ainsi mené des partenariats avec des clubs asiatiques : LGD Gaming (en) en Chine sur Dota 2 et FIFA Online, Team RRQ en Indonésie sur Mobile Legends et Talon Esports à Hong Kong sur League of Legends. Il a également possédé directement des équipes en Asie : sur Brawl Stars à Singapour et Rainbow Six au Japon. Ce nouveau modèle, via des partenariats, visent à attirer de nouveaux fans, exposer la marquer PSG à de nouvelles audiences différentes du football, tout en ayant un budget en équilibre. Ces partenariats se forment de la manière suivante : la formation locale assure les entraînements et la vie quotidienne des joueurs, tandis que le PSG apporte son image, mais aussi ses connaissances en nutrition, marketing ou encore sur l'hygiène de vie des athlètes.
En octobre 2020, le club annonce son intention de créer un réseau d'académies d'esport d'abord en France puis dans le monde. Il doit permettre de détecter et former les futurs talents de la scène compétitive du jeu vidéo. Ainsi en décembre, le club lance la Paris Saint-Germain Academy Esports, qui propose tout d'abord des cours en ligne en partenariat avec GamerCoach, spécialiste du coaching de jeu vidéo en ligne. Par ailleurs, est annoncé l'ouverture d'un espace dédié à l'esport, nommé « PSG Studio », au sein du siège du PSG à Boulogne-Billancourt. Il accueillera des stages pour enfants et adultes en présence de coachs parisiens. 

## Divisions actuelles

### EA Sports FC (ex-FIFA)

Ancien logo du PSG eSports d'octobre 2016 à août 2018.

Lors du lancement de la section esport, le recrutement de deux joueurs du jeu FIFA est officialisé : le Danois August « Agge » Rosenmeier ainsi que le Français Lucas « DaXe » Cuillerier. Le 31 octobre 2016, soit onze jours après la création du club, DaXe est sacré champion du monde de l'ESWC au jeu FIFA 17, à la Paris Games Week. Quelques jours plus tard, le 6 novembre 2016, Agge remporte la Legia eSports Cup en battant le représentant du Schalke 04, Tim « Tim Latka » Schwartmann. Le joueur s'est également imposé lors du tournoi Xbox One à la DreamHack Winter de Jönköping en Suède, le 6 novembre 2016, en battant Natham « Sneaky » Nayagom de l'AS Monaco en grande finale.
En 2017, le PSG eSports recrute de nouveaux joueurs FIFA avec, le 1er avril 2017, l'arrivée du Brésilien Rafael « Rafifa13 » Fortes, qui a notamment remporté la finale régionale américaine des FIFA Ultimate Team Championship Series 2017 à Miami en février, puis en juillet 2017, celle de l'Américain Gordon « WNU Fiddle » Thornsberry qui signe au club après avoir remporté le tournoi eCOPA 2017 à Miami organisé par le PSG et Coca-Cola. En août, c'est au tour du Qatari Ahmed « Aameghessib » Al-Meghessib de rejoindre la section FIFA du club. En septembre, le PSG eSports enregistre son premier départ celui du danois August « Agge » Rosenmeier, et recrute par ailleurs le français Johann « Maniika » Simon, champion de l'Orange eLigue 1 2017.
Le 16 avril 2017, DaXe remporte le tournoi sur FIFA 17 de la 18e édition de la Gamers Assembly à Poitiers. Le 5 novembre 2017, il est de nouveau sacré vainqueur de l'ESWC à la Paris Games Week sur FIFA 18 et remporte ainsi son deuxième titre consécutif.

Ancien logo du PSG Esports d'août 2018 à juin 2020.

Le 23 avril 2018, Corentin « RocKy » Chevrey, champion du monde FUT à Berlin sur FIFA 17, rejoint la section FIFA du Paris Saint-Germain eSports. En mai 2018, « Fiddle » remporte la Gfinity FIFA 18 US Spring Cup Xbox. DaXe remporte en janvier 2019 le Tournoi d'Hiver sur Xbox One de l'Orange e-Ligue 1 sur FIFA 19, il se qualifie donc pour les play-offs de la compétition en mai. Lors des play-offs, DaXe se qualifie en finale grâce à une victoire 2-1 face à RayZiaaH, mais échoue ensuite contre Maestro (3-4).
En février 2019, Arsène « AF5 » Froon, connu pour ses tutos sur la licence FIFA et fort de 300 000 abonnés sur sa chaine YouTube, devient le YouTubeur officiel du PSG sur la simulation de football d'EA Sports. Son objectif sera notamment de suivre les joueurs du club lors des différents tournois. Le 23 avril 2019, RocKy quitte le PSG, seulement un an après son arrivée, pour cause de nombreuses mésententes avec le club. En juillet, c'est au tour de ManiiKa de quitter le club ainsi que son coach Zack.
Fin mai 2020, Lucas « DaXe » Cuillerier, présent depuis la création du PSG Esports en octobre 2016, quitte le club. Depuis 2022, la paire qui représente le PSG en eLigue 1 est composée d'Amar Abdoulfatah Mohamed alias Amarr et Ilias El Rhazzaz alias Nkantee. Ils sont entraînés par Jonathan Khalfa alias Jojo. Le PSG ne vise pas forcément les premiers rôles dans cette compétition, n'investissant pas financièrement plus que les autres équipes.
| Nat. | Pseudo   | Nom              | Rôle               | Date d'entrée      |
| ---- | -------- | ---------------- | ------------------ | ------------------ |
|      | Nkantee  | Ilias El Rhazzaz | Joueur PlayStation | 20 avril 2021      |
|      | Ama2zerr | Amar Abdoulfatah | Joueur PlayStation | 1er septembre 2022 |

|  | Jojo | Jonathan Khalfa | Entraîneur | 19 octobre 2022 |

### League of Legends

#### Premier passage (2016-2017)
Le 14 décembre 2016, le PSG eSports dévoile sa première équipe consacrée à League of Legends, composée de deux Sud-Coréens, Jin « Blanc » Sun-min (midlaner) et Na « Pilot » Woo-Hyung (adc), et de trois Européens : le Français Etienne « Steve » Michels (toplane), le Néerlandais Thomas « Kirei » Yuen (jungle) et le Suédois Hampus « Sprattel » Abrahamsson (support). Avant le début de l'édition 2017 des League of Legends Challenger Series (en) européennes, Hadrien « Hadrien » Forestier rejoint en février 2017 l'équipe en tant qu'entraîneur principal, tandis que le Finlandais Matti « Whiteknight » Sormuen (top) intègre l'équipe plus tard dans le mois en tant que remplaçant.
Malgré un début difficile, l'équipe League of Legends du PSG se qualifie pour les playoffs des Challenger Series, où elle affrontera Fnatic sur un Best of 5 pour accéder au tournoi de promotion des League of Legends Championship Series européennes (EU LCS). Le PSG n'a eu qu'un point jusqu'à la quatrième semaine, mais a réussi à remporter les deux séries suivantes grâce notamment à l'arrivée de WhiteKnight. Cependant, la place du tournoi de promotion des LCS leur échappe après leur défaite contre Fnatic.
Après un tournoi de printemps décevant, le PSG annonce les départs de Pilot, Sprattel, Steve et WhiteKnight de son équipe League of Legends. Tomáš « Nardeus » Maršálek et Felix « Noxiak » Lewis, quant à eux, arrivent dans l'équipe pour le Summer Split.
Le 5 octobre 2017, après avoir échoué à se qualifier pour la première division européenne de League of Legends, le PSG Esports annonce son départ du jeu, officiellement ayant « de nombreuses incertitudes (…) sur l'avenir de League of Legends en Europe ». Cette décision a pour conséquence la démission du directeur sportif du club, Yellowstar. Le Chief Gaming Officer du PSG, Yassine Jaada, affirme que c'est l'instabilité de l'écosystème européen qui a poussé le PSG a quitter le jeu. L'éditeur du jeu, Riot Games, réfléchirait notamment à passer d'un championnat européen à des ligues nationales, ce qui n'est pas la stratégie du club. La solution pour le club a ainsi été de rejoindre Dota 2, un jeu similaire à League of Legends, mais avec un écosystème esport totalement différent.

#### Association avec Talon Esports (depuis 2020)

Logotype du PSG Talon, partenariat entre le PSG Esports et l'équipe Talon Esports.

Le 18 juin 2020, le PSG annonce son retour sur League of Legends, en s'associant avec le club hongkongais Talon Esports pour au minimum deux ans. Ce dernier, vainqueur du segment de printemps de la ligue pacifique (les Pacific Championship Series, qui regroupent Taïwan, Hong Kong et les pays d'Asie du Sud-Est) en mai 2020, se renomme ainsi PSG Talon à partir du segment d'été.
En finissant deuxième du PCS Summer Split, le PSG Talon réussit à se qualifier pour le Mondial 2020 de League of Legends.
Handicapé par des problèmes de visas et donc un appel à trois remplaçants pour pouvoir disputer le play-in (la phase préliminaire) des Worlds, PSG Talon crée la surprise en remportant ses premiers matchs. Le lendemain, le dimanche 27 septembre à Shanghai, le PSG réussit à se qualifier pour la phase finale des championnats du monde de League of Legends en s'assurant la première place de son groupe préliminaire, synonyme de qualification directe pour la phase finale. Après une première journée de phase de groupes difficile et trois défaites, le Paris Saint-Germain se reprend lors de la deuxième en montrant un meilleur visage contre DAMWON malgré une nouvelle défaite, mais réussi ensuite à surprendre JDG avant de remporter le match pour la troisième place contre Rogue. Le PSG Talon est ainsi éliminé de la compétition en finissant troisième du groupe B des Mondiaux de League of Legends avec deux victoires.
En mai 2021, PSG Talon se qualifie pour les demi-finales du Mid-Season Invitational, tournoi international de mi-saison, pour la première fois. PSG Talon est éliminé par la formation chinoise Royal Never Give Up (RNG) sur le score de 3-1. Après avoir écrasé les Spring Salit et Summer Split des Pacific Championship Series (PCS) 2021, l'équipe se retrouve de nouveau aux Worlds. Elle échoue comme l'année précédente en phase de poules, finissant 3e du groupe C composé de RNG, Hanwha Life Esports et Fnatic.
À l'été 2022, PSG Talon rate sa qualification pour les play-in des Mondiaux, éliminé par Beyond Gaming dans le lower bracket des éliminatoires du championnat PCS. À l'intersaison 2022-2023, après que la formation ait renouvelé intégralement son effectif, le Paris Saint-Germain et Talon Esports annoncent la prolongation de leur accord de partenariat pluriannuel pour trois années supplémentaires.
En 2023, après une neuvième place au Mid-Season Invitational en mai et le championnat PCS remporté au printemps et à l'été , la formation taïwanaise du PSG amorce le tour préliminaire des Mondiaux en octobre en tant que favori pour la qualification. Elle échoue finalement aux portes du tour principal, renversée par le club suisse Team BDS (2-3).
| Nat. | Pseudo     | Nom              | Rôle             | Date d'entrée    |
| ---- | ---------- | ---------------- | ---------------- | ---------------- |
|      | Azhi       | Huang Shang-chih | Top              | 9 décembre 2021  |
|      | JunJia     | Yu Chun-chia     | Jungle           | 16 février 2023  |
|      | Maple (en) | Huang Yi-tang    | Mid              | 6 juin 2023      |
|      | Betty      | Lu Yu-hung       | Bot              | 18 décembre 2023 |
|      | Woody      | Lin Hung-yu      | Support          | 17 décembre 2022 |
|      | HongSuo    | Guo Bei-yi       | Mid (remplaçant) | 17 décembre 2022 |

|  | CorGi | Cheng Pin-lun  | Entraîneur principal | 31 décembre 2021 |
|  | Hua   | Chung Chen-Hua | Entraîneur           | 18 décembre 2022 |
|  | Maru  | Lee Sang-hun   | Entraîneur assistant | 31 décembre 2021 |

### Dota 2

#### PSG.LGD (2018-2023)

Logo de l'équipe PSG.LGD

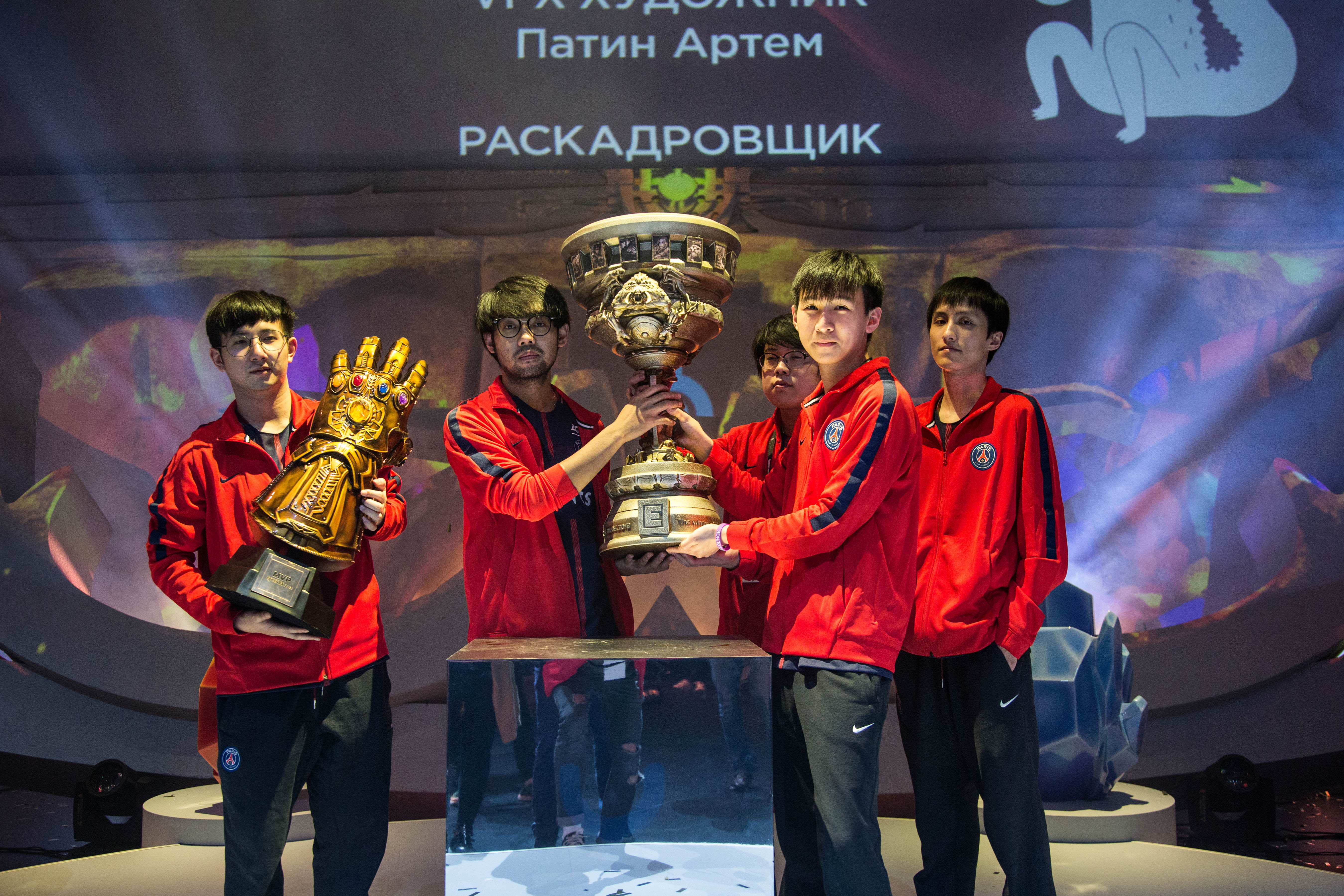
PSG.LGD a remporté le Major Epicenter XL en 2018.

Le 19 avril 2018, le PSG eSports annonce la création d'une section sur le jeu Dota 2, en partenariat avec la formation LGD Gaming (en). La nouvelle équipe nommée PSG.LGD est composée des Chinois Wang « Ame » Chunyu, Lu « Somnus丶M » Yao, Yang « Chalice » Shenyi, Xu « fy » Linsen et du Malaisien Yap « xNova » Jian Wei.
Le 6 mai 2018, l'équipe PSG.LGD remporte son premier titre international sur Dota 2 lors du Major Epicenter XL en Russie. Deux semaines plus tard, la formation remporte son deuxième Major de suite à Changsha en Chine et se qualifie pour l'édition 2018 de The International, l'un des plus prestigieux tournois d'eSport, réalisant ainsi son objectif fixé lors de l’engagement du PSG sur Dota 2. En août 2018, annoncé comme l’un des favoris du tournoi, PSG.LGD réalise une grande performance en terminant vice-champion de The International 2018 au terme d’une grande finale très disputée face à la formation OG (2-3).
Fin janvier 2019, le PSG.LGD annonce que le midlaner Lu « Maybe » Yao prend un congé pour des raisons personnelles et physiques. Le club ajoute alors que le joueur de CDEC Gaming (en), Guo « Xm » Hongchen le remplacera durant cette période, notamment à la DreamLeague Saison 11.
Ce partenariat avec LGD sur Dota 2 est un réel succès pour le club parisien qui a pour objectif de s'ouvrir sur le marché asiatique. En août 2019, PSG.LGD atteint la troisième place de The International 2019 à Shanghai en échouant contre la Team Liquid en finale du Lower Bracket. À l'issue du tournoi, le coach Yao « 357 » Yi
quitte le club, le joueur « Fy » est quant à lui à l'arrêt pour 3 mois pour une opération de l'œil. En conséquence, PSG.LGD ne dispute pas le premier major de la saison 2019-2020.
PSG.LGD reprend la compétition fin novembre 2019 lors des qualifications chinoises ouvertes pour le deuxième Major de la saison, la DreamLeague Season 13 ; ils échouent finalement à se qualifier pour les qualifications fermées. L'équipe parvient cependant à se qualifier quelques jours plus tard pour les World Electronic Sports Games 2019, qui se dérouleront début 2020, grâce à sa victoire dans les finales chinoises. En difficulté, l'équipe est éliminée du ONE Esports Dota 2 World Pro Invitational, se déroulant mi-décembre à Singapour, dès le premier tour, ne réussissant pas à sortir de son groupe après avoir encaissé trois nuls et deux défaites pour aucune victoire. Par la suite, fin décembre 2019 et début janvier 2020, PSG.LGD dispute la première saison de la China Dota2 Professional League et réussit à sortir premier de la première phase du tournoi avec sept victoires pour deux défaites. Alors que l'équipe voit plusieurs changements au poste de carry, Ame étant échangé avec Lai « Ahjit » Jay Son de CDEC Gaming le 7 février avant que ce dernier soit remplacé par Li « ASD » Zhiwen le 12, elle échoue une nouvelle fois à se qualifier pour un Major, l'ESL One Los Angeles 2020. PSG.LGD n'ayant toujours pas marqué le moindre point du circuit DPC, la qualification directe pour The International 10 est compromise. Le tournoi majeur est finalement annulé en 2020 en raison de la pandémie de Covid-19. En fin d'année 2020, le Paris Saint-Germain et LGD Gaming annoncent la prolongation de leur partenariat pour plusieurs années.
En juin 2021, la formation chinoise remporte le WePlay AniMajor (en) à Kiev, en Ukraine, en venant à bout en finale d'Evil Geniuses sur le score de 3 à 0. En octobre, alors que PSG.LGD semblait invincible dans la phase de groupe et dans le tournoi final de The International 10, l'équipe échoue une nouvelle fois tout près du titre en s'inclinant en finale contre Team Spirit (en) (2-3).
En 2022, PSG.LGD a de nouveau l'ambition de remporter son premier The International, un titre qui lui échappe depuis 2018 malgré son statut de favori lors de plusieurs éditions. L'équipe termine finalement à la 5e-6e place, s'inclinant face à l'équipe chinoise Team Aster (2-0) en quart de finale du lower bracket. En décembre, trois nouveaux joueurs intègrent l'équipe pour la prochaine saison en DPC : le carry Guo « shiro » Xuanang, l'offlaner Li « 项羽 » Longwu, et le support Lin « planet » Hao. Ils remplacent respectivement Wang « Ame » Chunyu, Zhang « Faith_bian » Ruida, et Zhao « XinQ » Zixing qui ont quitté l'équipe après The International.
Le 4 septembre 2023, LGD Gaming (en) annonce l'expiration du partenariat entre la formation chinoise et le Paris Saint-Germain, l'équipe Dota 2 évoluant désormais sous la seule bannière LGD Gaming.

#### Association avec Quest (depuis 2023)
Un mois après la fin du partenariat avec LGD, le PSG annonce un nouveau partenariat avec l'organisation qatarie Quest Esports, dont l'équipe Dota 2 est basée à Istanbul. PSG Quest fait ses débuts à The International 2023 avec un nouvel entraîneur en la personne du Russe Nikita « Daxak » Kuzmin. Mais avec des statistiques de 0-2-2, Kaori et ses coéquipiers sont éliminés en phase de poules, en finissant à la dernière place du groupe D et à la 17e-20e place du classement général.
| \| Nat. \| Pseudo \| Nom \| Rôle \| Date d'entrée \| \| ---- \| ------ \| ---------------- \| ----------- \| ----------------- \| \| \| TA2000 \| Aybek Tokayev \| Carry \| 16 septembre 2022 \| \| \| No!ob \| Tony Assaf \| Solo Middle \| 2 juillet 2022 \| \| \| Malik \| Abdimalik Sailau \| Offlaner \| 29 décembre 2023 \| \| \| OmaR \| Omar Moughrabi \| Support \| 2 juillet 2022 \| \| \| kaori \| Oleh Medvedok \| Support \| 16 septembre 2022 \| |        |                  |             |                   |
| Nat. | Pseudo | Nom              | Rôle        | Date d'entrée     |
| | TA2000 | Aybek Tokayev    | Carry       | 16 septembre 2022 |
| | No!ob  | Tony Assaf       | Solo Middle | 2 juillet 2022    |
| | Malik  | Abdimalik Sailau | Offlaner    | 29 décembre 2023  |
| | OmaR   | Omar Moughrabi   | Support     | 2 juillet 2022    |
| | kaori  | Oleh Medvedok    | Support     | 16 septembre 2022 |

### Arena of Valor
Le PSG Esports lance en juillet 2021 une équipe sur Arena of Valor, l'un des jeux mobiles d'arène de bataille en ligne multijoueur les plus populaires en Asie, et en particulier en Thaïlande. L'équipe entièrement thaïlandaise participe à la RoV Pro League, le tournoi professionnel thaïlandais, et se compose de six joueurs encadré d'un entraîneur.
| Nat. | Pseudo     | Nom                  | Rôle        | Date d'entrée    |
| ---- | ---------- | -------------------- | ----------- | ---------------- |
|      | N-Ashearth | Puttipong Pakongchob | Top Lane    | 29 juillet 2022  |
|      | Glasses    |                      | Jungler     | 23 janvier 2024  |
|      | Fakeplayz  | Achirawat Panyayong  | Middle      | 5 janvier 2024   |
|      | Skye       |                      | Bottom Lane | 1er février 2024 |
|      | Hrlquin    |                      | Support     | 23 janvier 2024  |
|      | TOPGUNN    |                      | Support     | 23 janvier 2024  |

|  | Munez | Suriya Prataphan | Entraîneur principal | 22 janvier 2024 |

## Anciennes divisions

### Rocket League
Le 22 septembre 2017, le PSG eSports annonce la création d'une section sur le jeu Rocket League, en recrutant la formation Frontline. Elle est composée des Français Victor « Ferra » Francal et Thibault « Chausette » Grzesiak et du Britannique Dan « Bluey » Bluett. La nouvelle équipe remporte le championnat national ESL lors de la Paris Games Week en novembre 2017. Le 28 janvier 2018, le PSG remporte son premier titre international sur Rocket League lors de la DreamHack Open Leipzig. En août de la même année, le Danois Emil « Fruity » Moselund rejoint l'équipe Rocket League à la place de Bluey, mis à l'écart à la suite de résultats décevants.
Le 7 juillet 2019, l'équipe Rocket League du PSG Esports gagne un nouveau titre mondial en remportant la DreamHack Pro Circuit: Valencia 2019. Un mois après ce titre, le PSG annonce le départ de son équipe Rocket League, le club parisien ayant toutefois la volonté de rester sur le jeu. Aucune annonce n'est finalement faîte par la suite.
Le 3 mai 2023, le PSG annonce son retour sur Rocket League, quatre ans après, en partenariat avec le club londonien Tundra Esports. La nouvelle équipe PSG Tundra se compose de trois membres de l'équipe German Amigos : Leonardo « Catalysm » Ramos, Ivan « ivn » Sabri et Damian « Tox » Scähfer, avec Simon « arise » Arnautovic comme remplaçant. John « Virge » Willis prend les fonctions d'entraineur en chef. L'objectif du club étant de se qualifier pour le championnat du monde à Düsseldorf. Mais à la suite de mauvais résultats, l'équipe est dissoute fin août 2023 et le club annonce finalement son désengagement de Rocket League en décembre.

### Mobile Legends
Le 8 février 2019, le PSG Esports annonce un partenariat avec l'équipe indonésienne Rex Regum Qeon (Team RRQ) sur le MOBA mobile Mobile Legends: Bang Bang. L'équipe est composée des Indonésiens Muhammad « Lemon » Ikhsan, Diky « Tuturu », William « Liam » Setiawan, Try « AyamJAGO » Sukardi, Calvien « InstincT » et du Taïwanais Chen « James » Jui Teng. Grâce à cet accord avec RRQ, le PSG est devenu la première équipe sportive traditionnelle à entrer dans l'esport de jeux mobiles. Cette décision vise à renforcer la présence du club français en Asie, en particulier en Indonésie, qui compte environ 43 millions de joueurs sur ce jeu. La majorité des compétitions de l'équipe sont alors diffusées.
Début juillet 2019, après plusieurs mois de collaboration au cours desquels l'équipe PSG.RRQ a remporté le SEA Clash of Champions 2019 en battant en finale l'équipe de Singapour Evos Esports, le partenariat entre le PSG Esports et Rex Regum Qeon sur Mobile Legends prend fin. Le club visant une nouvelle orientation stratégique en se concentrant sur d'autres jeux, notamment Brawl Stars, qui prend de l'ampleur en Europe.

### FIFA Online
Le 18 octobre 2018, le PSG eSports annonce le lancement d'une équipe sur FIFA Online, version asiatique du jeu FIFA, en partenariat avec LGD Gaming. Elle est composée du Français Johan « Maniika » Simon, qui aura le rôle de leader au sein de l'équipe, et des Chinois Li Si « Yuwenc » Jun, Mo Zi « MzDragon » Long et Chen « Milano » Jun Yu.
En mai 2019, l'équipe PSG.LGD atteint la finale de la FIFA Online 4 Star League Saison 6 et échoue contre l'équipe Shadow Cream,. En septembre, elle échoue au même niveau de la People Premier League 2019, cette fois contre Manchester City. Parmi les autres résultats de l'équipe en 2019 figurent une 5-6e place à l'EACC Spring 2019 en mai et une 7-8e place à la FIFA Online 4 Champion Cup 2019 en novembre.
Cette formation ne dure pas longtemps avec le départ de Maniika en juillet 2019 et des joueurs chinois en 2020.

### Brawl Stars
Le 16 février 2019, le PSG annonce son arrivée sur le nouveau jeu mobile de Supercell, Brawl Stars. Les Français Murat « SunBentley » Can, Maxime « TwistiTwik » Alic, Anthony « Tony M » Cagny forment l'équipe parisienne. Ils font alors partie des meilleurs joueurs du jeu. Le lendemain, Théodore « Trapa » Bayoux est recruté comme manager des jeux mobiles et notamment coach de la nouvelle équipe Brawl Stars.
Après plusieurs finales perdues, notamment à la DreamHack Mobile Series de Jönköping et aux Gamergy Masters en Espagne, l'équipe, renforcée du Danois « Yde » et de l'Autrichien « SkYriiKZz », remporte son premier Championnat national ESL en septembre 2019,, et se qualifie fin septembre pour les mondiaux qui se dérouleront en Corée du Sud en novembre. Les Parisiens remportent en octobre la compétition officieuse EU Star Cup en venant à bout de Nova Esports en finale. Lors du championnat du monde à Pusan en Corée du Sud en novembre 2019, le PSG, alors annoncé comme l'un des favoris, échoue en quarts de finale contre l'équipe japonaise Animal Champuru (2-3). Le même mois, le club organise avec Supercell la première Brawl Ball Cup, une compétition européenne sur le mode Brawl Ball du jeu Brawl Stars, dont la finale se déroule au Parc des Princes. L'équipe du PSG remporte sa compétition en battant en finale la Team QLASH. Alors qu'ils devaient disputer en décembre la phase finale de l'ESL Championnat national Winter, les Parisiens ne participent pas à la compétition.
Le 9 janvier 2020, le PSG annonce le départ d'un accord commun de l'équipe Brawl Stars alors composée de SunBentley, TwistiTwik, Yde et SkYRiiKZz. Le manager de l'équipe, Trapa, s'en va également. En mars, le club annonce sa nouvelle équipe, cette fois asiatique et basée à Singapour, composée des Singapouriens Nicholas « CoupdeAce » Wilson Ng, Kogure « Relyh » Yo, Charleston « Scythe » Yeo (en tant que remplaçant) et du Japonais Jordon « Jordon » Koh Yuen Sheng. Cette nouvelle line-up remporte le championnat mensuel Brawl Stars de la région APAC-Japon en mai, juin et octobre 2020. En novembre, le PSG est sacré champion du monde de Brawl Stars grâce à ses victoires sur INTZ, SK Gaming et Nova Esports (en), toutes sur le même score de 3 à 0. Après cette victoire mondiale, le PSG se sépare de son équipe singapourienne et quitte le jeu. 

### Rainbow Six Siege
Le 17 mars 2022, le PSG Esports annonce le lancement d'une équipe Rainbow Six Siege au sein de la Japan League, reconnue comme le plus grand tournoi national de Rainbow Six. L'équipe japonaise du PSG reprend l'ensemble des membres de l'ancienne équipe YOSHIMOTO Gaming Lamy. Au sein de la Japan League 2022, son meilleur résultat est une 4e place lors de la saison 3. L'équipe est dissoute en février 2023.

### Fortnite
Le 24 mars 2022, le PSG Esports annonce s'associer à l'organisation nord-américaine Team New Age (TNA) pour lancer une équipe sur Fortnite. La nouvelle équipe PSG.TNA évoluera en Conférence Est des États-Unis des Fortnite Champions Series. Composée de six joueurs des Amériques et d'Océanie, l'équipe sera basée à Washington. Le 1er juin 2023, PSG.TNA annonce se retirer de la scène compétitive Fortnite en raison notamment de la situation économique instable de celle-ci.

## Palmarès
| FIFA | Dota 2 | League of Legends |
| --- | --- | --- |
| - ESWC Paris Games Week (2) - Champion en 2016 et 2017 (DaXe) - Legia eSports Cup (1) - Vainqueur en 2016 (Agge) - DreamHack Winter (1) - Vainqueur en 2016 (Agge) - Gamers Assembly (1) - Vainqueur en 2017 (DaXe) - Gfinity FIFA 18 US Spring Cup Xbox (1) - Vainqueur en 2018 (Fiddle) - Orange e-Ligue 1 (1) - Champion Xbox 2018-2019 (DaXe)                                                           | - Major Epicenter XL (1) - Vainqueur en 2018 - Major MDL Changsha (1) - Vainqueur en 2018 - WePlay AniMajor (en) (1) - Vainqueur en 2021 - The International - Vice-champion en 2018 et 2021 | - Pacific Championship Series (en) (5) - Vainqueur du Spring Split en 2021, 2022 et 2023 - Vainqueur du Summer Split en 2021 et 2023 - Mid-Season Invitational - Demi-finaliste en 2021 - Championnat du monde - Meilleur résultat : phase de groupes en 2020 et 2021 |
| Rocket League | Mobile Legends | Brawl Stars |
| - DreamHack (2) - Vainqueur de l'Open Leipzig en 2018 - Vainqueur du Pro Circuit: Valencia en 2019 - ESL Championnat national (1) - Champion en 2017 - Rewind Gaming: The Colosseum (1) - Vainqueur en 2018 - Rocket League Championship Series - Europe - 3e au printemps 2019 - Rocket League Championship Series - Finales mondiales - 5e-6e à l'automne 2017 - Northern Arena Invitational - 2e en 2017 | - SEA Clash of Champions (1) - Vainqueur en 2019 | - Brawl Stars World Finals (1) - Vainqueur en 2020 - ESL Championnat national (1) - Champion à l'été 2019 - DreamHack Mobile Series - Finaliste en 2019 - Gamergy Masters - Finaliste en 2019                                                                         |

## Encadrement
La structure esport du Paris Saint-Germain est dirigée de sa création à octobre 2017 par Yellowstar, ancien joueur professionnel de League of Legends, en tant que Head of eSports. De 2017 à 2023, Yassine Jaada en assure la direction en tant que Chief Gaming Officer du Paris Saint-Germain.
Le développement du PSG Esports notamment à l'international est également assuré par Fabien Allègre, directeur de la marque Paris Saint-Germain, et Nadia Benmokhtar, responsable du développement de la marque Paris Saint-Germain. Florian Bétourné est manager au sein du PSG Esports.